# Copa del Príncipe de voleibol 2017
La Copa del Príncipe es una competición que se disputa en el voleibol a lo largo de dos días en una misma sede. La competición se lleva disputando durante varios años, siendo esta la X edición. En esta ocasión, el Pabellón Municipal (San Sadurniño, España) acogerá un torneo cuya organización corrió a cargo del Aldebarán San Sadurniño.

## Sistema de competición
La primera fase se lleva a cabo durante la primera ronda de la liga regular o Superliga 2. Los dos mejores clasificados de cada grupo de Superliga 2 serían los que tendrían una plaza en la competición. En caso de que el organizador no estuviera en estas posiciones, el peor segundo perdería su puesto en favor del club local.
Una vez dentro, los equipos juegan un torneo con formato de "Final Four" con semifinales y final. En las semifinales se enfrentan los primeros contra los segundos del otro grupo. Los finalistas se dan cita al día siguiente para conocer quién será el vencedor y por lo tanto el campeón de la competición oficial.

## Equipos participantes
Organizador:
· Aldebarán San Sadurniño
Equipos de esta edición:
· Tarragona SPiSP
· Club Voleibol Leganés
· Universidad de Valladolif

## Cuadro de la Copa
|  | Semifinales | Semifinales            | Semifinales | Semifinales             | Semifinales | Semifinales | Semifinales |                 |    | Final | Final | Final | Final | Final | Final | Final |  |
|  |             |                        |             |                         |             |             |             |                 |    |       |       |       |       |       |       |       |  |
|  |             |                        |             |                         |             |             |             |                 |    |       |       |       |       |       |       |       |  |
|  | 3           | Tarragona SPiSP        | 25          | 25                      | 25          |             |             |                 |    |       |       |       |       |       |       |       |  |
|  | 3           | Tarragona SPiSP        | 25          | 25                      | 25          |             |             |                 |    |       |       |       |       |       |       |       |  |
|  | 0           | Univ. de Valladolid    | 16          | 19                      | 20          |             |             |                 |    |       |       |       |       |       |       |       |  |
|  | 0           | Univ. de Valladolid    | 16          | 19                      | 20          |             | 3           | Tarragona SPiSP |    |       |       |       |       |       |       |       |  |
|  |             |                        |             |                         |             |             |             | Tarragona SPiSP |    |       |       |       |       |       |       |       |  |
|  |             |                        | 0           | Aldebarán San Sadurniño | 19          | 23          | 20          |                 |    |       |       |       |       |       |       |       |  |
|  | 3           | Aldebará San Sadurniño | 0           | Aldebarán San Sadurniño | 19          | 23          | 20          | 30              | 25 | 25    |       |       |       |       |       |       |  |
|  | 3           | Aldebará San Sadurniño |             |                         |             |             |             | 30              | 25 | 25    |       |       |       |       |       |       |  |
|  | 1           | Club Voleibol Leganés  | 28          | 19                      | 16          |             |             |                 |    |       |       |       |       |       |       |       |  |
|  | 1           | Club Voleibol Leganés  | 28          | 19                      | 16          |             |             |                 |    |       |       |       |       |       |       |       |  |
|  |             |                        |             |                         |             |             |             |                 |    |       |       |       |       |       |       |       |  |

| Predecesor: Copa del Príncipe 2016 San Sadurniño | 'Copa del Príncipe 2017' San Sadurniño | Sucesor: Copa del Príncipe 2018 Leganés |